# Голубая луна Жозефины

«Голубая луна Жозефины»

Голуба́я луна́ Жозефи́ны (англ. Blue Moon of Josephine) — голубой бриллиант массой 12,03 карат (2,406 г) и размерами 15,57×13,47×7,55 мм. Принадлежит к редко встречающемуся типу бриллиантов, соединяющих в себе интенсивную голубую окраску с прозрачностью и чистотой, удовлетворяющими самым высоким требованиям. Изготовлен из алмаза массой 29,6 карат, найденного в Южной Африке в январе 2015 года. Продан  на аукционе Sotheby's за 48,4 млн долларов предпринимателю из Гонконга Джозефу Лау. На момент продажи, состоявшейся 11 ноября 2015 года, это была самая высокая цена, за которую когда-либо на аукционах продавали бриллианты.
Бриллиант назван владельцем в честь Жозефины — его дочери.

## Владелец
Джозеф Лау родился в 1951 году. В молодые годы работал в семейной компании, производившей потолочные вентиляторы, но основное состояние сделал позже, в 1980-х годах, совершая операции  на фондовом рынке. В глобальном рейтинге миллиардеров, составленным Forbes в 2017 году,  занимает 69-е место, его состояние оценивается в 15 млрд долларов. В 2014 году Лау был признан виновным в даче взяток на сумму 2,6 млн долларов чиновнику китайского специального административного района Макао и приговорён к пяти годам и трём месяцам лишения свободы. Наказания, однако, не отбывал, поскольку между Гонконгом и Макао нет договора об экстрадиции.
Лау приобрёл бриллиант в подарок своей семилетней дочери Жозефине, в честь которой и дал ему новое имя, заменив им предыдущее наименование «Голубая луна» (англ. Blue Moon Diamond). За день до этой покупки Лау на аукционе Christie's приобрёл бриллиант интенсивного розового цвета массой 16,08 карата (3,215 г) за 28,5 млн долларов также для дочери и также дал ему название в честь неё: «Милая Жозефина» (англ. Sweet Josephine). Ещё раньше, в 2009 году, он потратил 9,5 млн долларов на покупку другого голубого алмаза массой 7,03 карата, названного им «Звезда Жозефины» (англ. Star of Josephine).
В ноябре 2014 года Лау купил две драгоценности для своей старшей дочери, тринадцатилетней Зоуи.  Одна из них — голубой бриллиант массой 9,75 карат и стоимостью 32,6 миллиона долларов — был назван «Алмаз Зоуи» (англ. Zoe Diamond). Другую — брошь с рубином и бриллиантом, приобретённую за 8,43 миллиона долларов, — Лау назвал «Красная Зоуи» (англ. Zoe Red).
Мать Жозефины — подруга Лау, бывшая журналистка Чен Хой-Ван. У Лау есть ещё четверо детей: двое от Бо Вин-кам, брак с которой распался в 1992 году, и двое — от бывшей возлюбленной Ивонн Луй.

## История
Алмаз, из которого изготовлен бриллиант «Голубая луна Жозефины», был найден в январе 2014 года горнодобывающей компанией Petra Diamonds на руднике Куллинан, расположенном вблизи одноимённого города в Южной Африке. Масса вновь найденного алмаза составляла 29,6 карат. Голубой алмаз, из которого впоследствии изготовили бриллиант «Звезда Жозефины», был ранее также найден на этом руднике (в 2008 году).
Алмаз выкупила компания Cora International NY за 25 555 555 долларов (862 780 долларов за карат). Огранка и полировка камня производились усилиями фирмы в течение полугода, форма огранки — кушон («подушковидная» огранка). Эксперты Американского геммологического института (GIA) отнесли полученный бриллиант к цветовой группе «фантазийный ярко-голубой» (англ. Fancy Vivid blue), соответствующей наивысшей интенсивности цвета, возможной для голубых бриллиантов, а за исключительную чистоту бриллиант теми же экспертами был признан «внутренне безупречным» (англ. Internally Flawless gem).
Выставленный на аукционе Sotheby's под названием «Голубая луна», бриллиант был продан за 48,4 млн долларов. По словам Дэвида Бенетта, главы отделения драгоценностей Sotheby's, таким образом было установлено несколько рекордов: «Голубая луна» стала самым дорогим бриллиантом и самым дорогим драгоценным камнем, из когда-либо проданных на аукционах, а цена одного карата превзошла мировой рекорд цены аукционной продажи бриллианта, приходящейся на единицу массы.

## Физические свойства
Окраска алмазов обычно вызывается присутствующими в них примесными центрами окраски, то есть атомами (ионами) примесей, поглощающими свет в той части оптического спектра, где поглощение беспримесных алмазов отсутствует, и они поэтому прозрачны. В голубых алмазах в качестве таких центров окраски выступают атомы бора.
Оптические свойства бриллианта и центров окраски в нём изучались группой исследователей в Смитсоновском институте. Методами инфракрасной спектроскопии было показано, что в материале бриллианта на 100 миллионов атомов основного вещества (углерода) приходится 24±4 атома бора. Было также обнаружено, что воздействие на бриллиант коротковолнового (215—400 нм) ультрафиолетового излучения приводит к возникновению оранжево-красной фосфоресценции, максимумы спектрального распределения энергии которой располагаются вблизи длин волн 500 и 660 нм, а длительность составляет приблизительно 20 с. Наличие такой фосфоресценции представляется авторам исследования удивительным, поскольку обычно она наблюдается только в алмазах, происходящих из Индии.
Кроме того, отмечено, что, как и в большинстве других натуральных алмазов, в исследованном бриллианте наблюдается двойное лучепреломление, вызванное действием внутренних механических напряжений.